# ビートたけしのオワラボ
『ビートたけしのオワラボ』は、フジテレビ系列で2016年から2019年まで毎年12月下旬の深夜に放送されていたバラエティ番組、コント番組。ビートたけしの冠番組。

## 概要
世の中を騒がせた“数々のネタ”を遠慮なくネタにできる男であるビートたけしがワイドショーネタを笑いに変えれるのか研究すべく「お笑い研究機関・オワラボ」を開設して、所長のビートたけしと副所長の加藤浩次（極楽とんぼ）がその年に起きたスキャンダルをテーマに講義し、笑いにして、さらにコントを展開するバラエティ番組である。
コントを披露する研究員が出演するのだが、毎回、お笑いの賞レースで優勝した経験を持つものが必ず出演している。（2016年・2017年のサンドウィッチマンはM-1グランプリ2007、2016年のトレンディエンジェルはM-1グランプリ2015、2018年のバイきんぐはキングオブコント2012、同じく阿佐ヶ谷姉妹はTHE W 2018）。
2020年以降は放送されていない。これについて当番組の監修を務めた三宅恵介は2022年、日刊スポーツのインタビューで「コロナもあって、なくなっちゃいましたね」とコメントしている。

## 出演者

### MC
- ビートたけし　- 所長
- 加藤浩次（極楽とんぼ）　- 副所長

### ゲスト研究員
コント披露及びトークゲスト
2016年
- サンドウィッチマン（伊達みきお・富澤たけし）
- ナイツ（土屋伸之・塙宣之）
- トレンディエンジェル（斎藤司・たかし）
- 白川未奈
- 永野
- 馬鹿よ貴方は
- 柴田英嗣

2017年
- おぎやはぎ（小木博明・矢作兼）
- サンドウィッチマン（伊達みきお・富澤たけし）
- ナイツ（土屋伸之・塙宣之）
- 岸本加世子

2018年
- バイきんぐ（小峠英二・西村瑞樹）
- ナイツ（土屋伸之・塙宣之）
- 板倉俊之（インパルス）
- 阿佐ヶ谷姉妹（木村美穂・渡辺江里子）
- 原口あきまさ ※コントのみ
- メルヘン須長 ※コントのみ
- Mr.シャチホコ ※コントのみ

2019年
- 飯尾和樹（ずん）
- 河本準一（次長課長）
- 鬼越トマホーク（坂井良多・金ちゃん）
- 小峠英二（バイきんぐ）
- 斉藤慎二（ジャングルポケット）
- ダイアン（ユースケ・津田篤宏）
- ナイツ（塙宣之・土屋伸之）
- 中川家（中川剛・中川礼二）
- 原口あきまさ
- ますみ（天才ピアニスト）
- ミラクルひかる
- ゆりやんレトリィバァ

## 放送データ
| 放送年 | 放送日             | 放送時間（JST） | 放送タイトル               |
| ------ | ------------------ | --------------- | -------------------------- |
| 2016年 | 12月28日（水曜日） | 23:55 - 24:55   | ビートたけしのオワラボ2016 |
| 2017年 | 12月29日（金曜日） | 23:00 - 24:00   | ビートたけしのオワラボ2017 |
| 2018年 | 12月28日（金曜日） | 23:40 - 24:40   | ビートたけしのオワラボ2018 |
| 2019年 | 12月30日（月曜日） | 23:45 - 24:45   | ビートたけしのオワラボ     |

## スタッフ
※2019年時点
- 制作統括：中嶋優一（#4、#3まではチーフプロデューサー）
- リポーター：立本信吾（#4）
- ナレーター：会沢紗弥（#2-）、鈴木芳彦（#4）
- 合唱協力：上智大学混声合唱団アマデウスコール、早稲田大学クリークラブ（共に#4）
- 構成：松井洋介、石原健次、樅野太紀、山本太蔵
- TP：高瀬義美（#2-、#1はTM）
- SW：高田治
- CAM：小川利行
- VE：山下将平（#4）
- AUD：森田篤
- 照明：川田敦史
- 美術制作：三竹寛典
- デザイン：鈴木賢太
- アートコーディネーター：林勇（#2まで美術進行）
- 大道具：鎌田大祐（#3-）
- 装飾：門間誠
- 持道具：土屋洋子
- 衣裳：城戸政人
- メイク：山田かつら
- 床山：矢津田一寛
- 視覚効果：テルミック
- 電飾：枝茂孝
- アクリル装飾：相原加奈
- 編集：井上真一（#3-）
- MA：吉田肇
- 音効：大久保吉久
- 技術協力：ニユーテレス、fmt、3×7、Eno STUDIO、Casino drive（Eno・Ca→#3-）
- 広報：高橋慶哉（#2-）
- TK：水越理恵
- デスク：榎本かすみ（#4）
- ディレクター：鈴木善貴（#1-）、勝部美帆（#3-、#2はFD）
- プロデューサー：金佐智絵、藤本大介、田中美咲（田中→#4）
- 演出：渡辺琢
- 監修：三宅恵介
- チーフプロデューサー：大江菊臣（#4、#3まではプロデューサー）
- 制作：フジテレビ編成制作局制作センター第二制作室（#4、#3までは編成局制作センター第二制作室）
- 制作著作：フジテレビ

### 過去のスタッフ
- ナレーター：福永一茂（#1）
- TP：児玉洋（#1）
- VE：水野博道（#1）、山下悠介（#2）、原啓教（#3）
- デザイン：武田紗代子（#2まで）
- 大道具：松本達也（#2まで）
- アートフレーム：SKシステム（#2まで）
- 生花装飾：京花園（#3まで）
- 植木装飾：野沢園（#3まで）
- 編集：鈴木敬二（#1）、与那嶺涼、清野和敬（2人共→#2まで）、吉田裕樹（#3）
- 技術協力：D-craft、The King Maker（共に#1）、IMAGICA（#3まで）
- 音源提供：JOYSOUND（#1）
- 広報：片山正康（#1）
- FD：田中良樹（#1）、吉井美月（#3）
- デスク：関下由美子（#2まで）、梅都恵（#3）
- ディレクター：石川隼（#1）、池田哲也（#2,3）、楠田健太（#3）